# Tweede Kamerverkiezingen 2017/Kandidatenlijst/SP

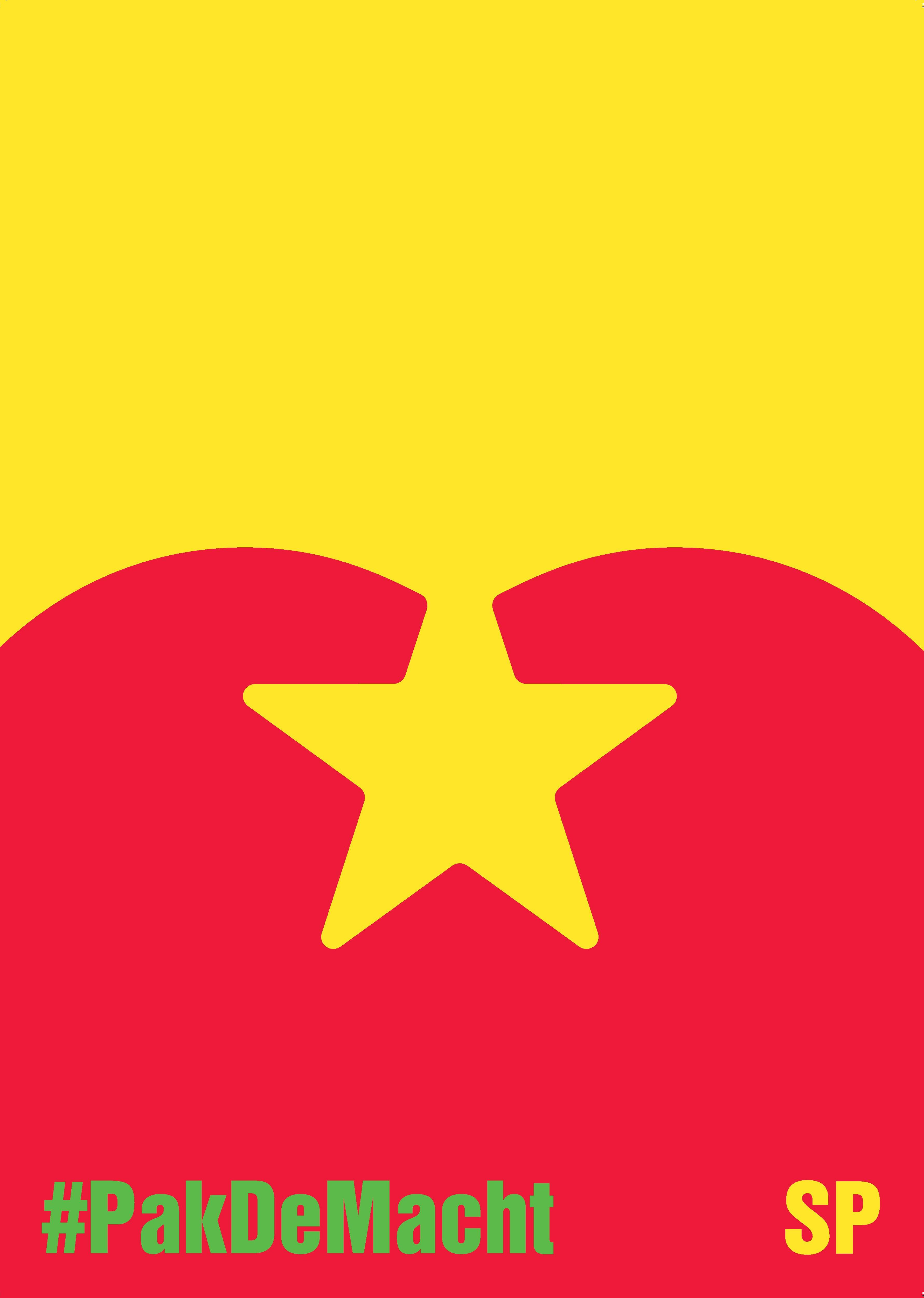
Verkiezingsposter SP

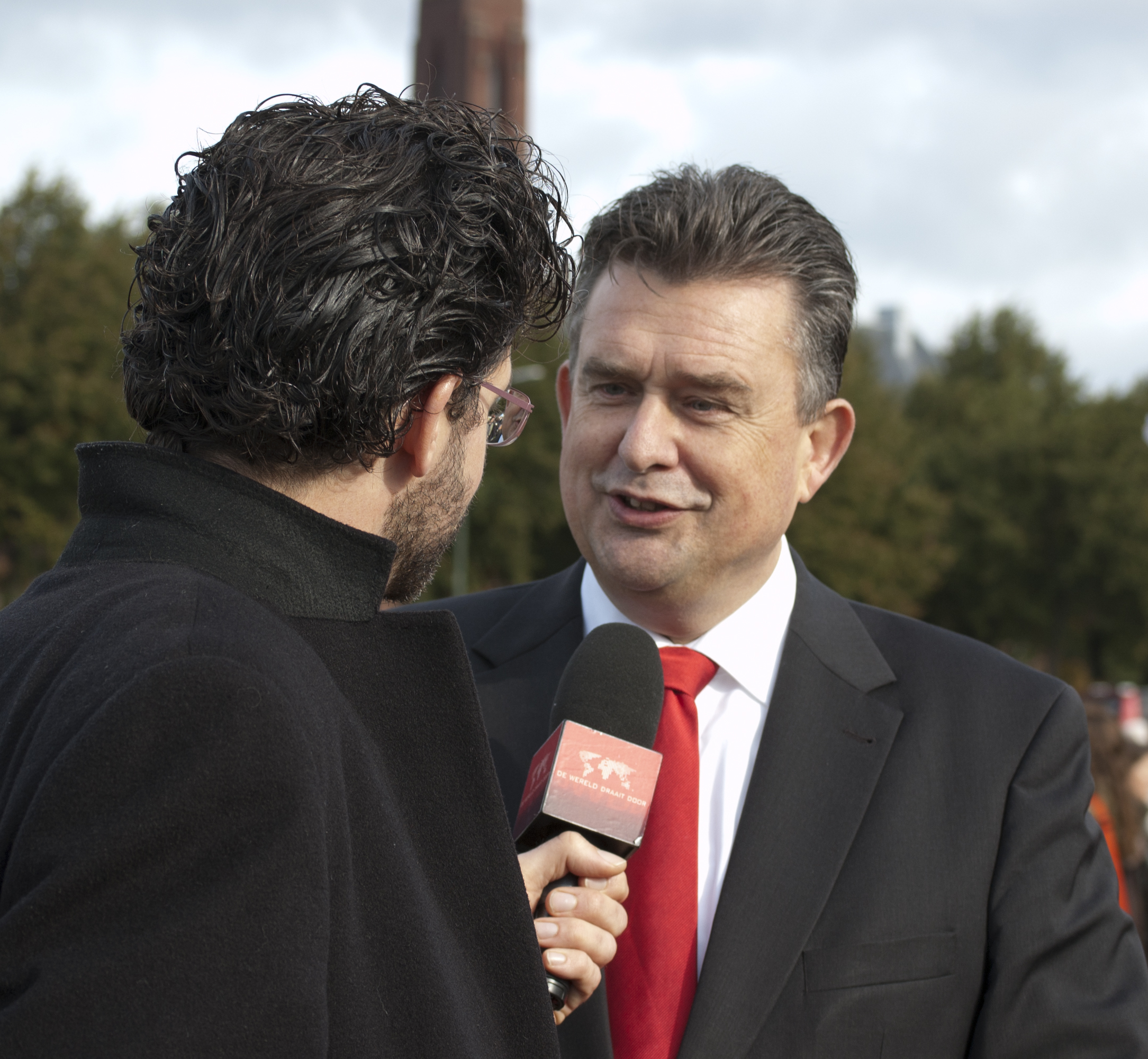
SP-lijsttrekker Emile Roemer en presentator Erik Dijkstra in 2013 op het Malieveld in Den Haag

Dit is de lijst van kandidaten van de SP voor de Nederlandse Tweede Kamerverkiezingen van 15 maart 2017, zoals deze op 3 februari 2017 werd vastgesteld door de Kiesraad.

## Achtergrond
Op 29 augustus 2016 maakte de SP haar conceptkandidatenlijst bekend voor de Tweede Kamerverkiezingen van 15 maart 2017. Op het SP-partijcongres van 14 januari 2017 werd de definitieve kandidatenlijst vastgesteld. De lijsttrekker werd fractievoorzitter Emile Roemer. De eerste 44 kandidaten waren in alle kiesdistricten gelijk. De kandidaten op plaatsen 45 tot en met 49 verschilden per cluster van kiesdistricten. De 50e en laatste plaats was voor oud-Kamerlid en lijstduwer Remi Poppe.
De SP haalde 955.633 stemmen. Hiervan ging 70,7 procent naar lijsttrekker Roemer en 13,0 procent naar de derde op de lijst, Lilian Marijnissen. De nummer twee, Renske Leijten, kreeg 6,1 procent. Er werden veertien zetels behaald, waarmee de SP de zesde partij werd. In vergelijking met de Tweede Kamerverkiezingen 2012 verloor de partij één zetel.

## De lijst

### Landelijke kandidaten
De kandidaten op de plaatsen 1 tot en met 44 en de lijstduwer op plaats 50 waren in iedere kieskring gelijk. De nummers 1 tot en met 14 werden gekozen in de Tweede Kamer der Staten-Generaal. Mahir Alkaya (#16) kwam in januari 2018 tussentijds in de Kamer als opvolger voor Emile Roemer, Henk van Gerven (#17) volgde enkele maanden later Nine Kooiman op. 
| Plek | Naam                          | Woonplaats  | Geb. jaar | Stemmen | Gekozen |
| ---- | ----------------------------- | ----------- | --------- | ------- | ------- |
| 1.   | Emile Roemer                  | Boxmeer     | 1962      | 675.763 | Vinkje  |
| 2.   | Renske Leijten                | Haarlem     | 1979      | 57.956  | Vinkje  |
| 3.   | Lilian Marijnissen            | Oss         | 1985      | 124.626 | Vinkje  |
| 4.   | Ronald van Raak               | Amsterdam   | 1969      | 4.378   | Vinkje  |
| 5.   | Sadet Karabulut               | Amsterdam   | 1975      | 13.540  | Vinkje  |
| 6.   | Sandra Beckerman              | Groningen   | 1983      | 15.575  | Vinkje  |
| 7.   | Michiel van Nispen            | Breda       | 1982      | 2.261   | Vinkje  |
| 8.   | Peter Kwint                   | Amsterdam   | 1984      | 1.011   | Vinkje  |
| 9.   | Bart van Kent                 | Den Haag    | 1983      | 957     | Vinkje  |
| 10.  | Cem Laçin                     | Rotterdam   | 1986      | 3.069   | Vinkje  |
| 11.  | Frank Futselaar               | Zwolle      | 1979      | 2.264   | Vinkje  |
| 12.  | Nine Kooiman                  | Utrecht     | 1980      | 4.919   | Vinkje  |
| 13.  | Maarten Hijink                | Amersfoort  | 1983      | 649     | Vinkje  |
| 14.  | Jasper van Dijk               | Amsterdam   | 1971      | 1.343   | Vinkje  |
| 15.  | Eric Smaling                  | Weesp       | 1957      | 1.010   |         |
| 16.  | Mahir Alkaya                  | Amsterdam   | 1988      | 1.243   |         |
| 17.  | Henk van Gerven               | Oss         | 1955      | 981     |         |
| 18.  | Diederik Olders               | Rotterdam   | 1970      | 813     |         |
| 19.  | Ton Heerschop                 | Tegelen     | 1965      | 1.761   |         |
| 20.  | Ad Meijer                     | Amersfoort  | 1957      | 1.218   |         |
| 21.  | Bas Maes                      | Breda       | 1980      | 546     |         |
| 22.  | Ron Meyer                     | Heerlen     | 1981      | 6.855   |         |
| 23.  | Sun Yoon van Dijk-van Leeuwen | Rotterdam   | 1983      | 4.092   |         |
| 24.  | Daniël de Wit                 | Amsterdam   | 1979      | 363     |         |
| 25.  | Bert Peterse                  | Weert       | 1983      | 981     |         |
| 26.  | Arnout Hoekstra               | Vlaardingen | 1984      | 436     |         |
| 27.  | Hans Boerwinkel               | Doetinchem  | 1965      | 1.029   |         |
| 28.  | Patty Hamerslag               | Den Bosch   | 1972      | 1.589   |         |
| 29.  | Bram Buskoop                  | Diemen      | 1995      | 270     |         |
| 30.  | Nicole Temmink                | Amsterdam   | 1987      | 766     |         |
| 31.  | Nina de Ridder                | Beverwijk   | 1987      | 850     |         |
| 32.  | Denise van Sluijs             | Emmeloord   | 1989      | 631     |         |
| 33.  | Aïsha Akhiat                  | Den Haag    | 1981      | 1.010   |         |
| 34.  | Nicole van Gemert             | Utrecht     | 1975      | 456     |         |
| 35.  | Jimmy Dijk                    | Groningen   | 1985      | 1.086   |         |
| 36.  | Anita de Vos                  | Zonnemaire  | 1977      | 568     |         |
| 37.  | Ineke Bekkering               | Hoogeveen   | 1962      | 991     |         |
| 38.  | Inez Staarink                 | Leiden      | 1969      | 294     |         |
| 39.  | Nils Müller                   | Warnsveld   | 1991      | 376     |         |
| 40.  | Fenna Feenstra                | Sneek       | 1970      | 2.192   |         |
| 41.  | Marcel Olierook               | Wijdenes    | 1950      | 179     |         |
| 42.  | Mariska ten Heuw              | Hengelo     | 1971      | 2.029   |         |
| 43.  | Renske Helmer-Englebert       | Nijmegen    | 1969      | 1.061   |         |
| 44.  | Arjan Vliegenthart            | Amsterdam   | 1978      | 340     |         |
| 50.  | Remi Poppe                    | Vlaardingen | 1938      | 1.088   |         |

### Regionale kandidaten
De kandidaten op plaatsen 45 tot en met 49 verschilden per cluster van kieskringen.
Kieskringen Groningen / Leeuwarden / Assen / Zwolle:
Rosita van Gijlswijk, Esther Schut, Harry Rozema, Hillie de Koe, Annelies Futselaar
Kieskringen Lelystad / Nijmegen / Arnhem / Utrecht:
Tjitske Hoekstra, Ellis Müller, Hasan Inekci, Anne-Marie Mineur, Annemiek Roes
Kieskringen Amsterdam / Haarlem / Den Helder:
Nel Douw-van Dam, Remine Alberts-Oosterbaan, Patrick Zoomermeijer, Bianca Verweij, Marleen van Dam
Kieskringen 's-Gravenhage / Rotterdam / Dordrecht / Leiden / Bonaire:
Lieke van Rossum, Krista van Velzen, Jan Baas, Lies van Aelst, Roos van Gelderen
Kieskringen Middelburg / Tilburg / 's-Hertogenbosch / Maastricht:
Ger van Unen, Patrick van Lunteren, Jan Raaimakers, Nathalie van der Zanden-van der Weijden, Marleen van Rijnsbergen
VVD · PvdA · PVV · SP · CDA · D66 · ChristenUnie · GroenLinks · SGP · Partij voor de Dieren · 50PLUS · OndernemersPartij · VNL · DENK · Nieuwe Wegen · Forum voor Democratie · De Burger Beweging · Vrijzinnige Partij · GeenPeil · Piratenpartij · Artikel 1 · Niet Stemmers · Libertarische Partij · Lokaal in de Kamer · Jezus Leeft · StemNL · Mens en Spirit/Basisinkomen Partij/V-R · Vrije Democratische Partij
1977 · 1981 · 1982 · 1986 · 1989 · 1994 · 1998 · 2002 · 2003 · 2006 · 2010 · 2012 · 2017 · 2021 · 2023